# Horst Jankowski
Horst Jankowski (* 30. Januar 1936 in Berlin; † 29. Juni 1998 in Radolfzell) war ein deutscher Jazzpianist und Bandleader. Er arbeitete auch als Komponist, Pianist und Dirigent.

## Leben
Horst Jankowskis Vater fiel 1944 im Zweiten Weltkrieg. Jankowski und seine Mutter wurden zeitweise evakuiert; sie kehrten nach Berlin zurück. 1949 bis 1953 lernte er am Berliner Konservatorium Bass, Klavier und Trompete. 1953/54 war er Mitglied des Orchesters von Kurt Hohenberger, danach bis 1955 Pianist von Caterina Valente. Von 1955 bis 1960 gehörte er unter der Leitung von Erwin Lehn dem Tanzorchester des Süddeutschen Rundfunks an. Mit Tony Scott ging er 1957 auf Jugoslawien-Tournee und spielte auf der Weltausstellung 1958 in Brüssel mit Benny Goodman.
In seinen eigenen Combos arbeitete er unter anderem mit Charly Antolini, Peter Herbolzheimer, Conny Jackel, Ernst Hutter, Rolf Kühn, Bernd Rabe, Ack van Rooyen, Götz Wendlandt und Peter Witte zusammen. Darüber hinaus kam es zu gemeinsamen Projekten mit Willy Berking, Heidi Brühl, Paul Kuhn, John Graas, Johnny Hodges und Tony Scott. Mit den 1960 gegründeten Jankowski Singers leitete er ein eigenes Vokalensemble, das auf Amateurbasis arbeitete.
1965 komponierte Jankowski das Instrumental Eine Schwarzwaldfahrt, das mit dem englischen Titel A Walk in the Black Forest auch international zu einem Hit wurde. Es erreichte in den USA einen Platz 12 in den Single- und Platz eins der Easy-Listening-Charts. Außerdem brachte Jankowski dieses Lied drei Grammy-Nominierungen ein – darunter als „bester neuer Künstler des Jahres“. Er war der erste Deutsche, der in dieser Kategorie nominiert wurde. In Großbritannien erreichte A Walk in the Black Forest Platz drei. Zahlreiche instrumentale Coverversionen wurden seinerzeit aufgenommen, unter anderem von Ray Conniff, Herb Alpert & The Tijuana Brass, Mantovani, Quincy Jones und Floyd Cramer. Eine Version mit Text stammt unter anderem von der Jazzsängerin Salena Jones. In den Easy-Listening-Charts der USA gelangen Jankowski bis 1968 einige weitere Hits, darunter die Top-20-Erfolge Simpel Gimpel (1965), Play a Simple Melody und So What’s New (1966). Das ebenfalls 1965 erschienene Album More genius of Jankowski enthält den Titel A walk in Bavaria, der über viele Jahre im WDR-Hörfunk als Opener der Sendung „Was darf es sein?“ verwendet wurde.
1968 dirigierte Jankowski beim Eurovision Song Contest in der Londoner Royal Albert Hall den von ihm mit Carl J. Schäuble geschriebenen und von Wencke Myhre interpretierten deutschen Beitrag Ein Hoch der Liebe, der auf Platz sechs im Wettbewerb landete. Im Jahr darauf ging er mit Caterina Valente als musikalischer Direktor und Pianist auf Tournee. Highlights der Konzerte wurden auf der LP Caterina Valente Live im selben Jahr veröffentlicht.
Von 1975 bis 1994 war Jankowski als Chefdirigent des Berliner RIAS Tanzorchester beschäftigt, von 1989 bis 1994 veröffentlichte er Easy-Listening-Platten für den deutschen Production Music Verlag Sonoton.
Jankowski hat auch immer wieder für Film und Fernsehen gearbeitet. So stammen von ihm beispielsweise die Musik des Heinz-Rühmann-Films Oh, Jonathan – oh, Jonathan und die Titelmusik zur Deutschlandfunk-Sendung Klassik Pop Et Cetera. Sein Name bleibt eng verbunden mit der RIAS-Parade und den TV-Sendungen Zu Gast bei Horst Jankowski, Swing & Talk, Musik liegt in der Luft und Melodien für Millionen. 1997 leitete er in der Semperoper in Dresden das Gedenkkonzert für Eugen Cicero. Ende der 1990er Jahre wurde Easy Listening wieder populär und Stücke von Jankowski wurden wieder bekannter.
Horst Jankowski war in erster Ehe verheiratet mit der Schauspielerin Franziska Oehme (* 1944). Zusammen mit seiner zweiten Ehefrau lebte er in Radolfzell am Bodensee, wo er 1998 mit nur 62 Jahren starb.

## Diskografie (Auswahl)

### Singles
(A-Seite / B-Seite)
- Immer, immer / Käpt’n Hans (1961, Ariola)
- A Walk in the Black Forest (Eine Schwarzwaldfahrt) / When The Girls Go Marching In (1965; Mercury Records)
- Eine Schwarzwaldfahrt (Deutsche Originalaufnahme) / Simpel-Gimpel (1965; Mercury Records)
- Heidi / Play a Simple Melody (1966; Mercury Records)
- Barfuß im Park / Heute wird die Welt nicht untergeh’n (Happy Frankfurt) (1967; Mercury Records)
- Alexander II (1973; Intercord)

### EPs
- Verliebte Spielereien (1957; Columbia)
- Jazzime Stuttgart (1960; Bertelsmann)

### LPs
- Gäste bei Horst Jankowski (1962, Metronome Records)
- Traumklang und Rhythmus (1965; Mercury Records)
- Encore (1965; Mercury Records)
- The Genius of Jankowski (1964; Mercury Records)
- More Genius of Jankowski (1965; Mercury Records)
- Sing mit Horst (1966; Mercury Records)
- Still More Genius of Jankowski (1967; Mercury Records)
- The Horst Jankowski Scene (1967; Mercury Records)
- And We Got Love (1967; Mercury Records)
- So What’s New (1968; Mercury Records)
- Play Some More, lieber Horst (1968; Mercury Records)
- The Many Moods of Jankowski (1968; Mercury Records)
- Piano Affairs (1968; Mercury Records)
- Jankowski Plays Jankowski (1969; Mercury Records)
- Jankowski Meets Beethoven (1969, Mercury Records)
- A Walk in the Evergreens (1969; Mercury Records)
- Piano on the Rocks (1970; Mercury Records)
- Jankowskingsize – For Nightpeople Only (1970; MPS)
- Jankowskinetik (1970; MPS)
- Jankowskeynotes (1970; MPS)
- Follow Me (1972; Intercord)
- International (1973; Intercord)
- Jankowskyline (1973; Intercord)
- Return to the Black Forest (1975; Rediffusion)
- Jankowski’s Classic Explosion (1979; EMI)
- Happy Blue Piano (1982; Sonoton / Intersound)
- The Best of Mr. Black Forest (1989; Sonoton / Intersound)
- Piano Interlude (1994; Sonoton / Intersound)

### CDs / Download-Alben
- Black Forest Explosion! (1997; Motor Music)
- Eine Schwarzwaldfahrt (1998; Mercury Records)
- Jankowskinetik (2003; Universal)
- Jankowskeynotes (2004; Universal)
- A Walk In The Black Forest, Compilation mit 20 Titeln in Combo-Besetzung (Aufn. von ’67 bis ’69) 2006 Universal
- For Nightpeople Only (1970; MPS) plus 11 Bonustracks (Aufn. v. ’68/’69; Mercury) 2009 Universal
- Jankowski Originals Vol.1, 2in1-CD enthält: The Genius Of Jankowski (’64) & More Genius Of Jankowski (’65) 2011 Universal
- Jankowski Originals Vol.2, 2in1-CD enthält: My Fair Lady & Bravo Jankowski! 2011 Universal
- Remember Mr. Black Forest (2015; Memorylane / Intersound Deutschland)

## Filmografie
- 1961: Jack Mortimer (Fernsehfilm)
- 1972: Alexander Zwo (Serie)
- 1973: Oh Jonathan – oh Jonathan!
- 1974: Härte 10 (Mehrteiler)
- 1974: … und die Nacht kennt kein Erbarmen (Vreemde wereld)
- 1975/78: Lady Dracula
- 1977: Die drei Klumberger (Serie)